# Smörklicksmål

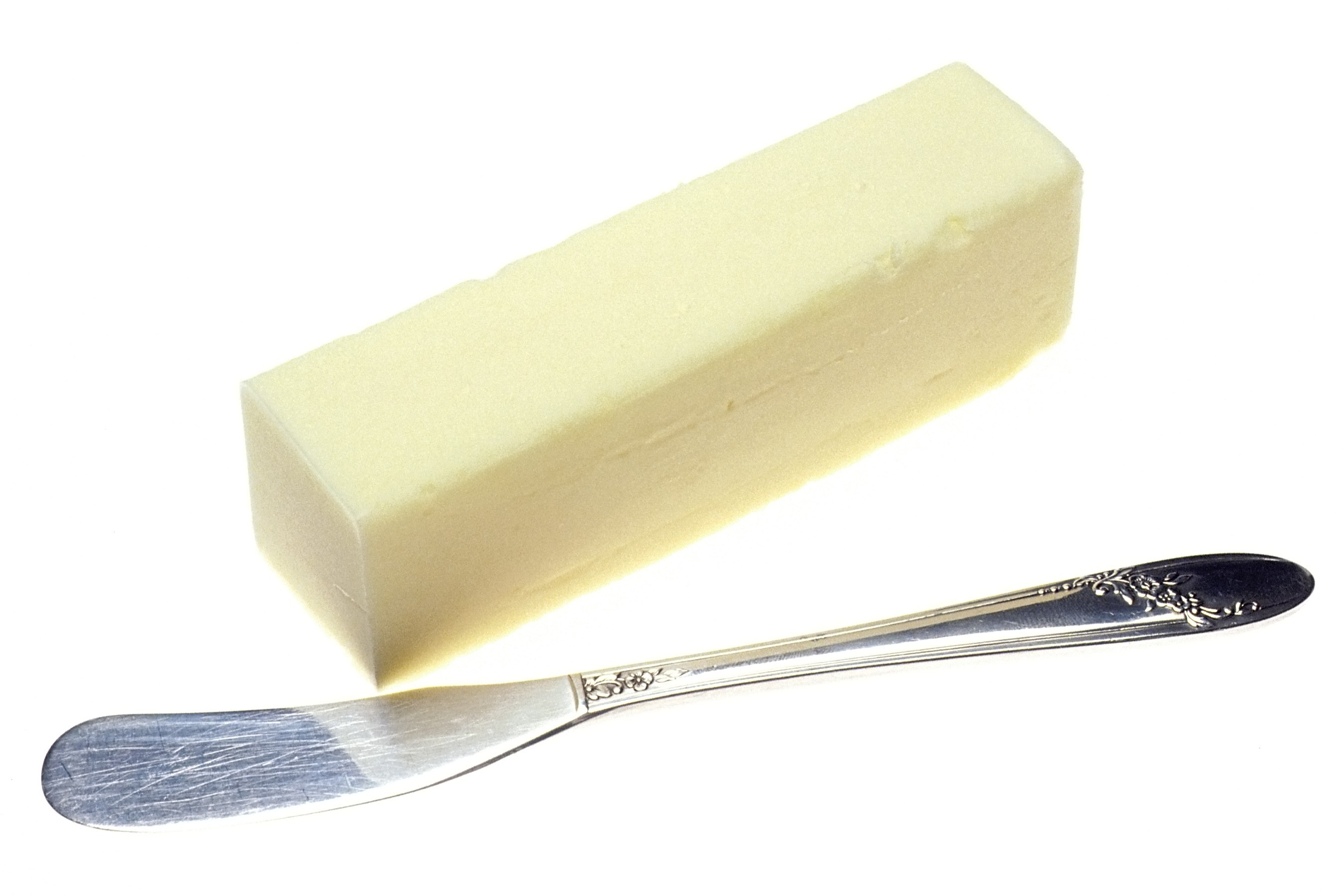
Lite smör

Smörklicksmål är en benämning från mitten av 1960-talet som används när rättsfall drivits för rent banala, eller åtminstone påstått, banala brott.

## Ursprung
Ursprunget är en värnpliktig som vid bespisningen tog två smörklickar i stället för den fastställda gränsen av en smörklick. Den värnpliktige polisanmäldes av försvaret, fallet togs upp av åklagare som vann i tingsrätten. Den värnpliktige överklagade men förlorade även i hovrätten.
Fallet har använts som exempel på när rättssystemet används på ett sådant sätt det inte är avsett för. 